# Mezquita Sancaktar Hayrettin

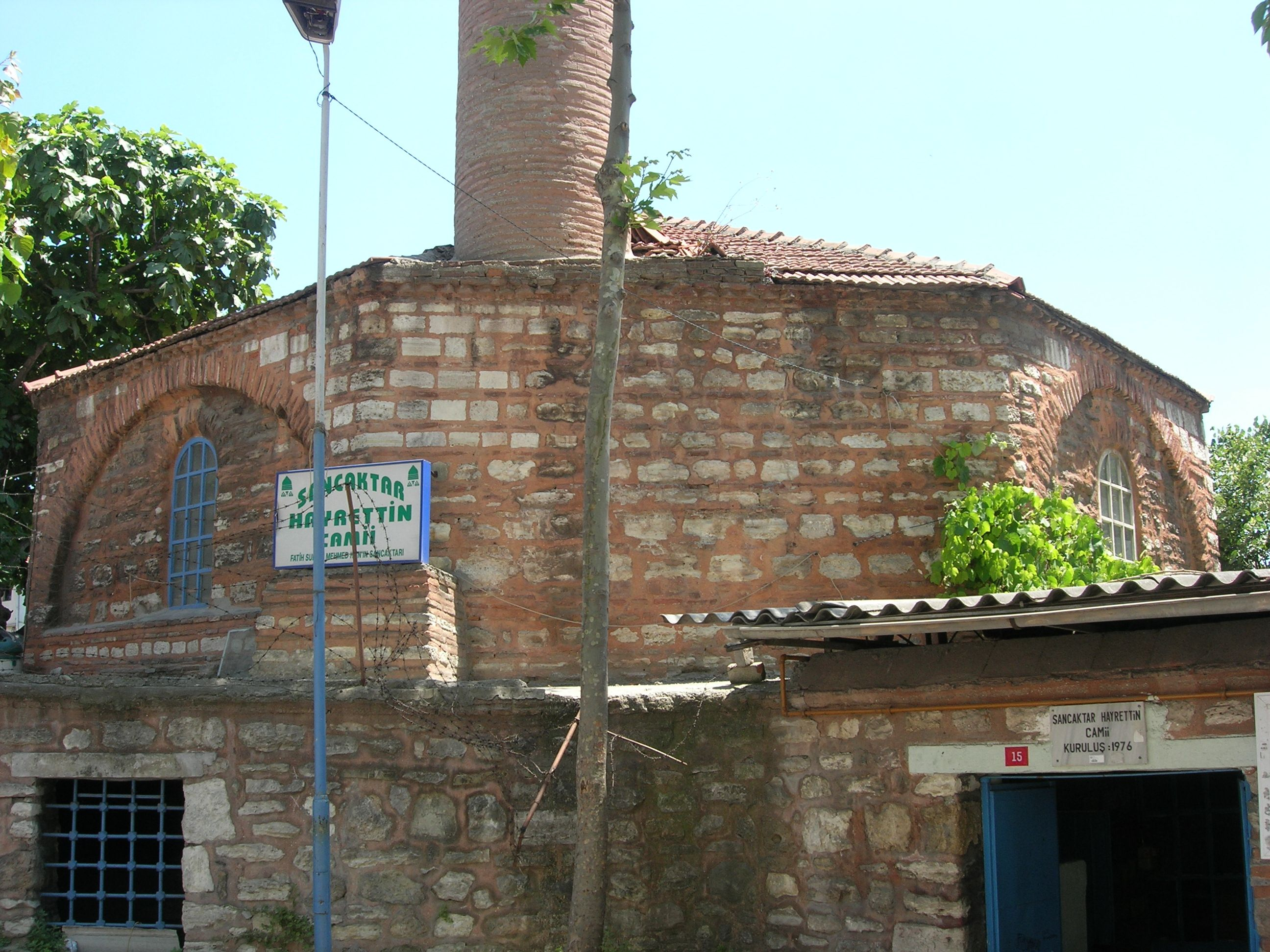

La mezquita Sancaktar Hayrettin (en turco: Sancaktar Hayrettin Câmîi, Sancaktar Hayrettin Mescidi o Sancaktar Mescidi) es parte de lo que fue un antiguo monasterio ortodoxo convertido en mezquita por los otomanos. Se cree que el pequeño edificio perteneció al monasterio de Gastria (en griego: Μονῆ τῶν Γαστρίων o Monē tōn Gastríōn, que significa Monasterio de los jarrones). El edificio es un ejemplo menor de la arquitectura bizantina del periodo paleólogo en Constantinopla y es importante por razones históricas.

## Ubicación
La estructura medieval, estrangulada por tiendas de artesanías, se encuentra en Estambul, en el distrito de Fatih, en el barrio de Kocamustafapaşa —históricamente Samatya—, en Teberdar Sokak, unos quinientos metros al noreste de la estación Kocamustafapaşa de la línea de tren suburbano entre Sirkeci y Halkalı.

## Historia
El origen de este edificio, que se encuentra en la ladera sur de la séptima colina de Constantinopla con vistas al mar de Mármara, es incierto. La tradición dice que Helena, la madre de Constantino I, quien regresó de Jerusalén en el año 325 con la Vera Cruz, entró en la ciudad a través del puerto tou Psomatheou y dejó en este lugar algunos jarrones —gastria— que contenían hierbas aromáticas recogidas en el monte Calvario. Después fundó en el lugar un monasterio. En realidad, ningún monasterio fue establecido en Constantinopla antes del último cuarto del siglo IV, así que lo más probable es que la historia se trate solamente de una leyenda.
El monasterio de Gastria se mencionó por primera vez a comienzos del siglo IX. En aquel momento, Theoctista, madre de Teodora —esposa del emperador Teófilo y restauradora del culto a los iconos—, compró una casa en el barrio de Psamathia, que perteneció posiblemente a Nicetas el Patricio, y estableció allí un convento. Teodora heredó el título de Ktētorissa —fundadora—, junto con la propiedad de los edificios. Después de ser depuesta, Teodora fue expulsada del monasterio por su hermano Bardas, junto con sus hijas Ana, Anastasia y Pulqueria. Todas ellas fueron obligadas a aceptar la tonsura. El emperador Constantino VII Porfirogéneta escribió en su libro De Ceremoniis, que la iglesia del convento sirvió también como un mausoleo para los miembros de la familia de Teodora. La emperatriz, su hermano Petronas, su madre y sus tres hijas fueron todas enterradas allí.
La última mención de Gastria antes de 1453 proviene de un peregrino ruso, quien visitó la ciudad durante el segundo trimestre del siglo XV. Se acuerda de un convento situado cerca del Puente de oro, donde se veneraban las reliquias de santa Eufemia y santa Eudocia. Este edificio bien podía ser identificado con Gastria.
Poco después de la caída de Constantinopla, Hayrettin Effendi, Sancaktar —representante— del sultán Mehmed II, transformó el edificio en un mescit —oratorio— y fue enterrado allí. El acta estatutaria de la fundación religiosa no sobrevivió. El gran terremoto de 1894, que tuvo su epicentro bajo el mar de Mármara, destruyó parcialmente la mezquita, que fue restaurada entre 1973 y 1976.

## Descripción

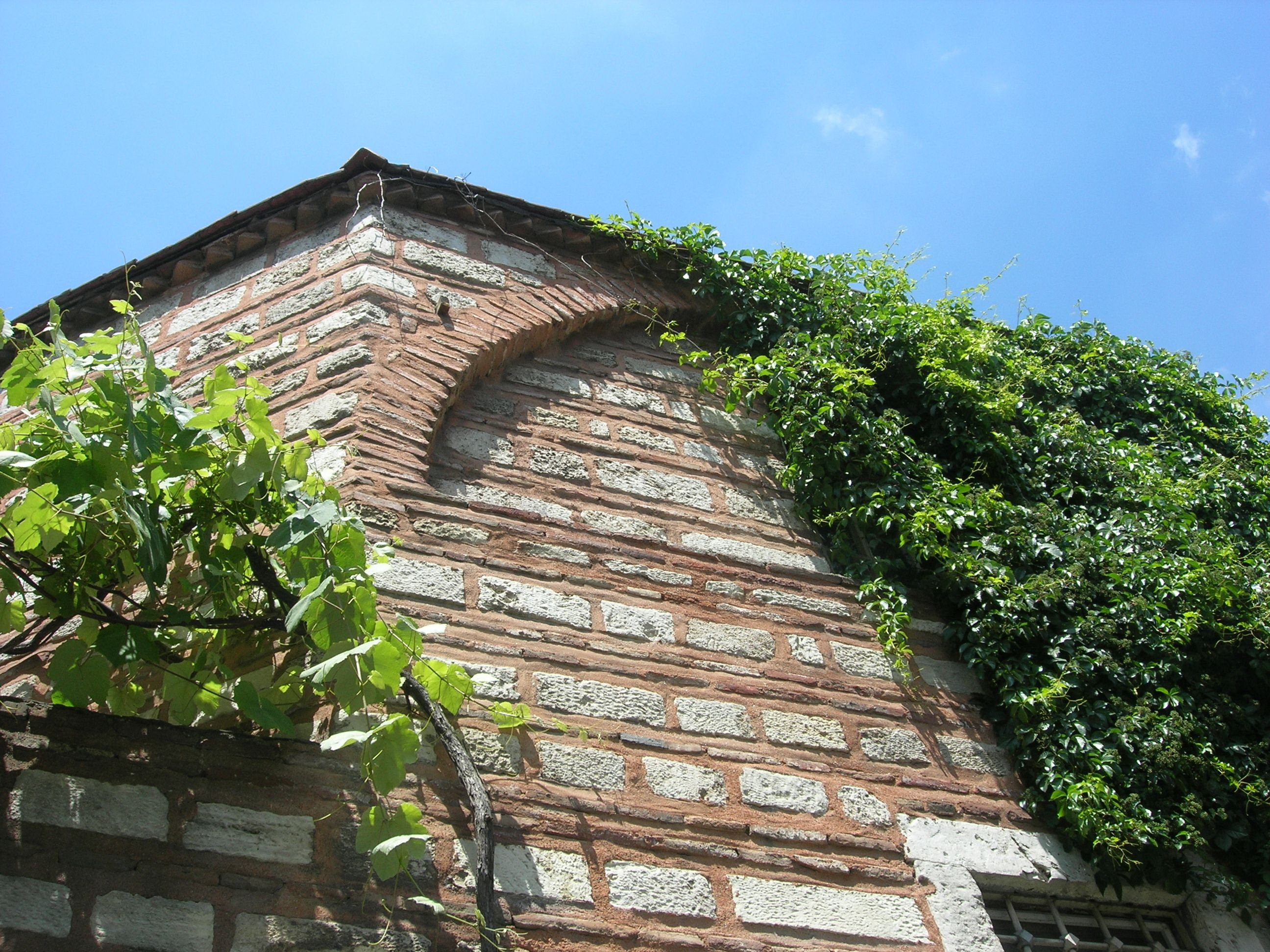
Vista sureste donde se aprecia la disposición de los ladrillos.

Debido a sus pequeñas dimensiones, el edificio no puede ser identificado con la iglesia de un monasterio, sino más bien con un martyrium —capilla funeraria— o mausoleo, el cual puede fecharse en el período Paleólogo —siglo XIV—. El edificio tenía la forma de un octágono irregular con un interior en forma de cruz y un ábside orientado hacia el este. La luz penetra en el edificio a través de ventanas abiertas en lados alternos, que iluminan los brazos del interior en forma de cruz. Cada ventana está dentro de un arco ciego que abarca todo el lado. En la construcción se utilizó hileras alternas de ladrillo y sillar, dando al exterior la policromía típica del período Paleólogo. Restos de los muros estaban presentes en los lados noroeste y sur antes de la restauración, lo que muestra que el edificio no estaba aislado, sino conectado con otros edificios. Se añadió un minarete al edificio restaurado.